# Estadio Diego Armando Maradona
Das Estadio Diego Armando Maradona (deutsch Diego-Armando-Maradona-Stadion; durch Sponsoring offiziell Estadio Bumeran Diego Armando Maradona) ist ein Fußballstadion im Stadtteil La Paternal der argentinischen Hauptstadt Buenos Aires. Es bietet Platz für 24.800 Zuschauer und ist die Heimspielstätte des Fußballvereins Argentinos Juniors. Derzeit (2022) spielt der Verein in der Primera División, der höchsten Spielklasse des Landes. Das Stadion ist nach Diego Armando Maradona benannt. Maradona stammt aus der Jugend der Argentinos Juniors und spielte von 1976 bis 1981 in der ersten Mannschaft, ehe er eine erfolgreiche Karriere in Europa begann und mit der SSC Neapel sowie mit dem FC Barcelona große Erfolge feierte.

## Geschichte
Das heutige Estadio Diego Armando Maradona wurde von 1993 bis 2003 erbaut und am 26. Dezember 2003 eröffnet. Es ersetzte das 1940 eröffnete Estadio Argentinos Juniors. Die Bauzeit von zehn Jahren ist durch die wirtschaftlich schwierige Situation des Heimvereins Argentinos Juniors, der das Stadion besitzt, zu erklären. Während des Baus spielte der Verein im Estadio Arquitecto Ricardo Etcheverry, dem Stadion von Ferro Carril Oeste in direkter Nachbarschaft. Seit 2003 tragen die Argentinos Juniors ihre Heimspiele im Estadio Diego Armando Maradona aus. Die Heimmannschaft zählt zu den traditionsreichsten Fußballclubs in Argentinien und gewann bislang dreimal die argentinische Meisterschaft. Des Weiteren gelang der Gewinn der Copa Libertadores 1985 und ein Jahr später auch die Copa Interamericana 1986.
Im August 2018 war das Stadion die erste Spielstätte in Argentinien mit einem Sponsorennamen. Es trug bis Dezember 2019 den Namen Estadio Autocrédito Diego Armando Maradona. Im Mai 2022 wurde die Online-Jobbörse Bumeran neuer Haupt- und Trikotsponsor des Vereins sowie Namensgeber des Stadions. Es trägt die Bezeichnung Estadio Bumeran Diego Armando Maradona. Der Vertrag hat zunächst eine Laufzeit von einem Jahr bis Mai 2023.

## Galerie

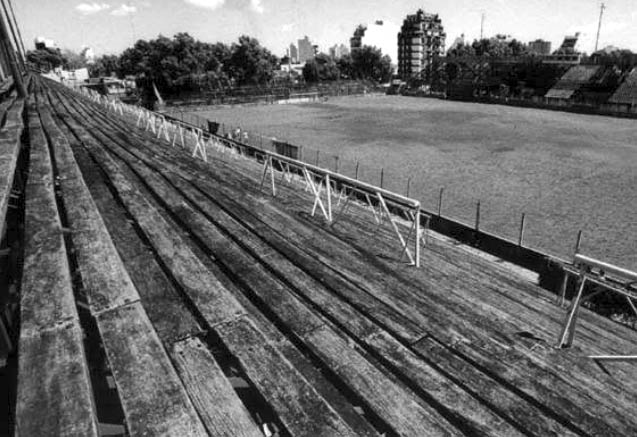
Die Tribüne an der Calle Juan Agustín García (ca. 1970)
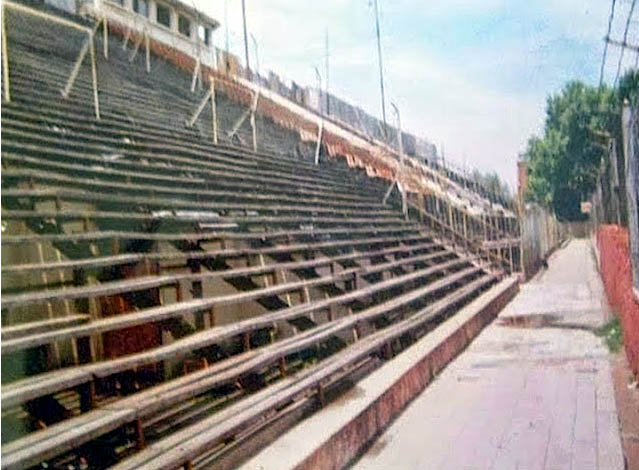
Die Tribüne Boyaca (ca. 1970)
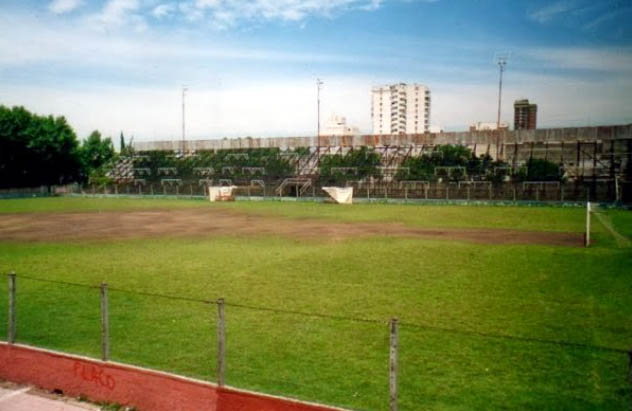
Die Tribüne an der Calle Gavilán (1990)